# THE DIGITALIAN
『THE DIGITALIAN』（ザ デジタリアン）は、日本の男性アイドルグループ・嵐の通算13枚目となるオリジナル・アルバム。2014年10月22日にジェイ・ストームから発売された。

## 解説
2014年に発売されたシングル曲「Bittersweet」「GUTS !」「誰も知らない」に加え、新曲8曲と各メンバーのソロ曲を含めた全16曲を収録している。通常盤には櫻井翔が作詞を手掛けたボーナストラック「Take Off!!!!!」を含む全17曲が収録される。
初回限定盤スペシャル・パッケージ仕様で、リード曲「Zero-G」のミュージック・ビデオとメイキングを収録した特典DVD、歌詞フォト・ブックレットを封入している。なお、DVDにMVのメイキング映像が収録されるのはシングル「果てない空」以来であり、今作以降の作品にはシングル・アルバム通じて全て初回限定盤のDVDにMVのメイキング映像が収録されている。
「Zero-G」の振り付けは大野智が担当している。大野智が振り付けをしたものがアルバムのミュージック・ビデオのような映像として残るのは初めてである。それにちなんで、初回限定盤のメイキングの中に定点カメラによる振り付けのみの映像も収録されている。
アルバムのタイトルは櫻井翔が提案。
2020年2月7日より、通常盤収録曲のデジタル配信、及びサブスクリプション配信が解禁された。

## チャート成績
11月3日付のオリコンアルバムチャートで初登場1位を獲得。初動66.0万枚、累計80.5万枚のセールスを記録した。嵐のアルバムでは『いざッ、Now』から12作連続1位で通算13作1位となり、EXILEに並ぶ男性アーティストの歴代1位タイとなった。

## 収録曲

### CD
1. Zero-G [3:57]
作詞：梶ヶ谷翔太・eltvo、作曲：Takuya Harada、編曲：石塚知生
  - 本作のリードトラック

大野が振り付けを手掛けている。
2. Wonderful [3:41]
作詞：ASIL・Masa Fujise・John World・SQUAREF、作曲：James Winchester・Peter Boyes・Christopher Wortley、編曲：Slice of Life
3. Tell me why [4:30]
作詞：SQUAREF・mfmsiQ・John World、Rap詞：櫻井翔、作曲：Andreas Johansson・STEVEN LEE、編曲：A.K.Janeway
4. Asterisk [4:36]
作詞・作曲・編曲：100+、Rap詞：櫻井翔
5. Imaging Crazy [3:42] - 大野智
作詞：curly・furaha、作曲：Dyce Taylor・Jin Choi、編曲：Jin Choi
6. GUTS ! [4:55]
  - 43rdシングル
7. Disco Star [3:53] - 相葉雅紀
作詞：youth case、作曲：YASUSHI WATANABE、編曲：A.K.Janeway
8. 誰も知らない [4:04]
  - 44thシングル
9. TRAP [3:23]
作詞：AKIRA、作曲：AKIRA・UTA、編曲：吉岡たく
大野が振り付けを手掛けている。
10. STAY GOLD [4:29] - 松本潤
作詞：Macoto56・松本潤、作曲：Shinnosuke、編曲：Shinnosuke, Pieni tonttu・Captain B
11. Bittersweet [4:50]
  - 42ndシングル

大野が振り付けを手掛けている。
12. メリークリスマス [4:20] - 二宮和也
作詞：二宮和也・小川貴史、作曲：二宮和也、編曲：ha-j・二宮和也
ニコニコ動画、YouTubeへの動画投稿を中心に活動しているまらしぃがピアノ演奏で参加している。
13. キミの夢を見ていた [4:53]
作詞・作曲：HYDRANT、編曲：佐々木博史
14. One Step [4:44]
作詞：s-Tnk、作曲：Mats Tarnfors、編曲：佐々木博史
曲中に聞こえる口笛の音は櫻井によるものである[10]。
15. Hey Yeah! [3:22] - 櫻井翔
作詞：AKIRA、Rap詞：櫻井翔、作曲：田中直、編曲：Hisashi Nawata
16. Hope in the darkness [4:37]
作詞：小川貴史・HYDRANT、作曲：David Keiffer Johnston・Wesley Steed・Sigurdur Kristinn Sigtryggsson pka Siggi、編曲：metropolitan digital clique・A-bee
17. Take Off!!!!! [3:23]
作詞：櫻井翔、作曲・編曲：Stephan Elfgren
  - ボーナストラック

通常盤のみ収録。嵐の結成15周年を記念した楽曲。

### DVD
※初回限定盤のみ
1. 「Zero-G」ビデオ・クリップ+メイキング

## 映像作品
Zero-G
- ARASHI LIVE TOUR 2014 THE DIGITALIAN
- ARASHI BLAST in Miyagi
- 5×20 All the BEST!! CLIPS 1999-2019（初回限定盤）（PV映像）

Wonderful
- ARASHI LIVE TOUR 2014 THE DIGITALIAN

Tell me why
- ARASHI LIVE TOUR 2014 THE DIGITALIAN

Asterisk
- ARASHI LIVE TOUR 2014 THE DIGITALIAN
- 5×20 All the BEST!! 1999-2019（初回限定盤2）

Imaging Crazy
- ARASHI LIVE TOUR 2014 THE DIGITALIAN

Disco Star
- ARASHI LIVE TOUR 2014 THE DIGITALIAN
- ARASHI LIVE TOUR 2016-2017 Are You Happy?（初回限定盤）
- アラフェス2020 at 国立競技場

TRAP
- ARASHI LIVE TOUR 2014 THE DIGITALIAN

STAY GOLD
- ARASHI LIVE TOUR 2014 THE DIGITALIAN

メリークリスマス
- ARASHI LIVE TOUR 2014 THE DIGITALIAN

キミの夢を見ていた
- ARASHI LIVE TOUR 2014 THE DIGITALIAN

One Step
- ARASHI LIVE TOUR 2014 THE DIGITALIAN

Hey Yeah!
- ARASHI LIVE TOUR 2014 THE DIGITALIAN

Hope in the darkness
- ARASHI LIVE TOUR 2014 THE DIGITALIAN

Take Off!!!!!
- ARASHI LIVE TOUR 2014 THE DIGITALIAN